# Dicaeum schistaceiceps
El Picaflores de Halmahera (Dicaeum schistaceiceps) es una especie de ave paseriforme en la familia Dicaeidae; hay autores que lo consideran una subespecie de Dicaeum erythrothorax.

## Distribución
Es endémica de las selvas de Morotai, Halmahera, islas Bacan e islas Obi (Molucas).